# Thecacera pennigera
Thécacère emplumé
Espèce
Synonymes
- Doris pennigera Montagu, 1815
- Thecacera lamellata Barnard, 1933
- Thecacera maculata Eliot, 1905[1]

Thecacera pennigera, le Thécacère emplumé, est une espèce de nudibranches de la famille des Polyceridae. Le corps de ce mollusque est blanc et constellé de taches orange et noires. Il mesure jusqu'à 30 mm de longueur. L'espèce est reconnaissable grâce à la touffe branchiale en forme de fer à cheval visible sur son dos et aux fourreaux incomplets à la base des rhinophores. T. pennigera a une aire de distribution conséquente comprenant les océans Atlantique, Pacifique, Indien et la mer Méditerranée.

## Taxinomie et étymologie
L'espèce est décrite par le naturaliste anglais George Montagu en 1813,. Il la place dans le genre Doris ; l'holotype est collecté dans des eaux peu profondes, dans le Devon. L'espèce est par la suite déplacée dans le genre Thecacera créé par le zoologiste écossais John Fleming en 1828, inclus au sein de la famille des Polyceridae. En plus du nom original, deux synonymes sont connus : T. maculata par Charles Eliot en 1905, et T. lamellata par Keppel Harcourt Barnard en 1933. Le nom du genre signifie « étui » et « corne » et renvoie aux fourreaux desquels sortent les rhinophores ; l'épithète spécifique signifie « qui porte des plumes ». Le nom normalisé Thécacère emplumé provient de la francisation du nom binominal.

## Distribution et habitat
Si l'espèce a bien été décrite à partir d'un spécimen collecté sur le littoral anglais, la distribution de l'espèce ne se limite pas à la Manche. En effet, T. pennigera est un cas de répartition cosmopolite dans les eaux tempérées : dans la Manche, le nudibranche a été observé sur le littoral des îles Britanniques, des îles anglo-normandes et du Cotentin. Des observations ont été recensées en mer Méditerranée. L'espèce est également connue dans l'Atlantique, de la côte ouest de l'Irlande et du bassin d'Arcachon au nord jusqu'en Afrique du Sud et au Brésil au sud. Dans les océans Pacifique et Indien, le Thécacère emplumé a été observé au Pakistan, en Australie, en Nouvelle-Zélande, au Japon et en Corée. Cette répartition géographique très large pourrait être due à l'essor du transport maritime puisque ses proies habituelles sont parmi les organismes les plus fréquents sur les coques des navires,. L'origine première de l'espèce est inconnue mais la variété de coloration des spécimens du Pacifique en comparaison avec l'uniformité de ceux de l'Atlantique pourrait laisser suggérer que le nudibranche est originaire du Pacifique ; la population atlantique aurait alors traversé les océans par navire au début du XIXe siècle. 
Le biotope du Thécacère emplumé est composé de fonds rocheux où vivent des bryozoaires du genre Bugula. La présence d'hydrozoaires, d'éponges et de tuniciers à proximité est récurrente. L'espèce se rencontre depuis la zone intertidale jusqu'à une profondeur d'environ 20 m, parfois à un peu plus de 30 m,.

## Description

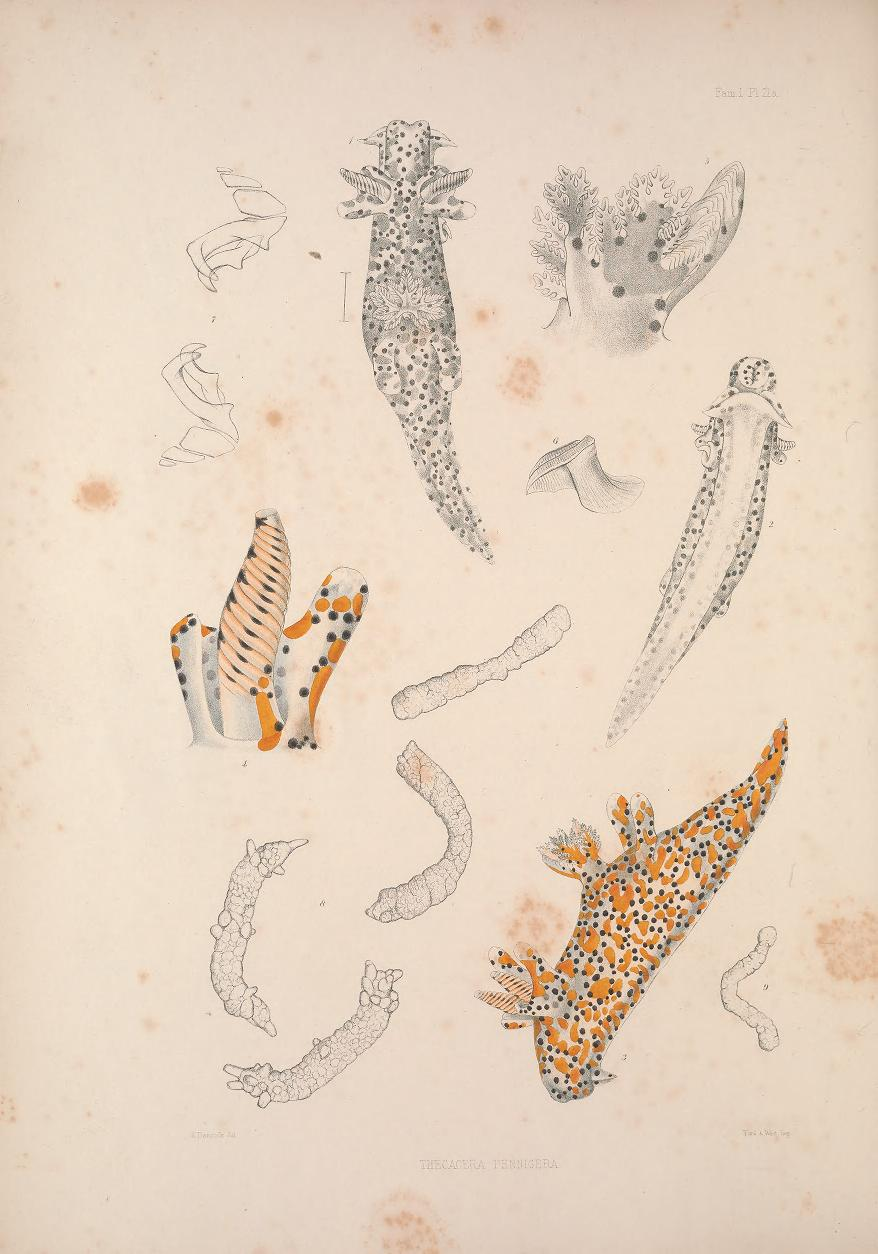
T. pennigera tel que représenté dans la monographie d'Albany Hancock et Joshua Alder en 1855.

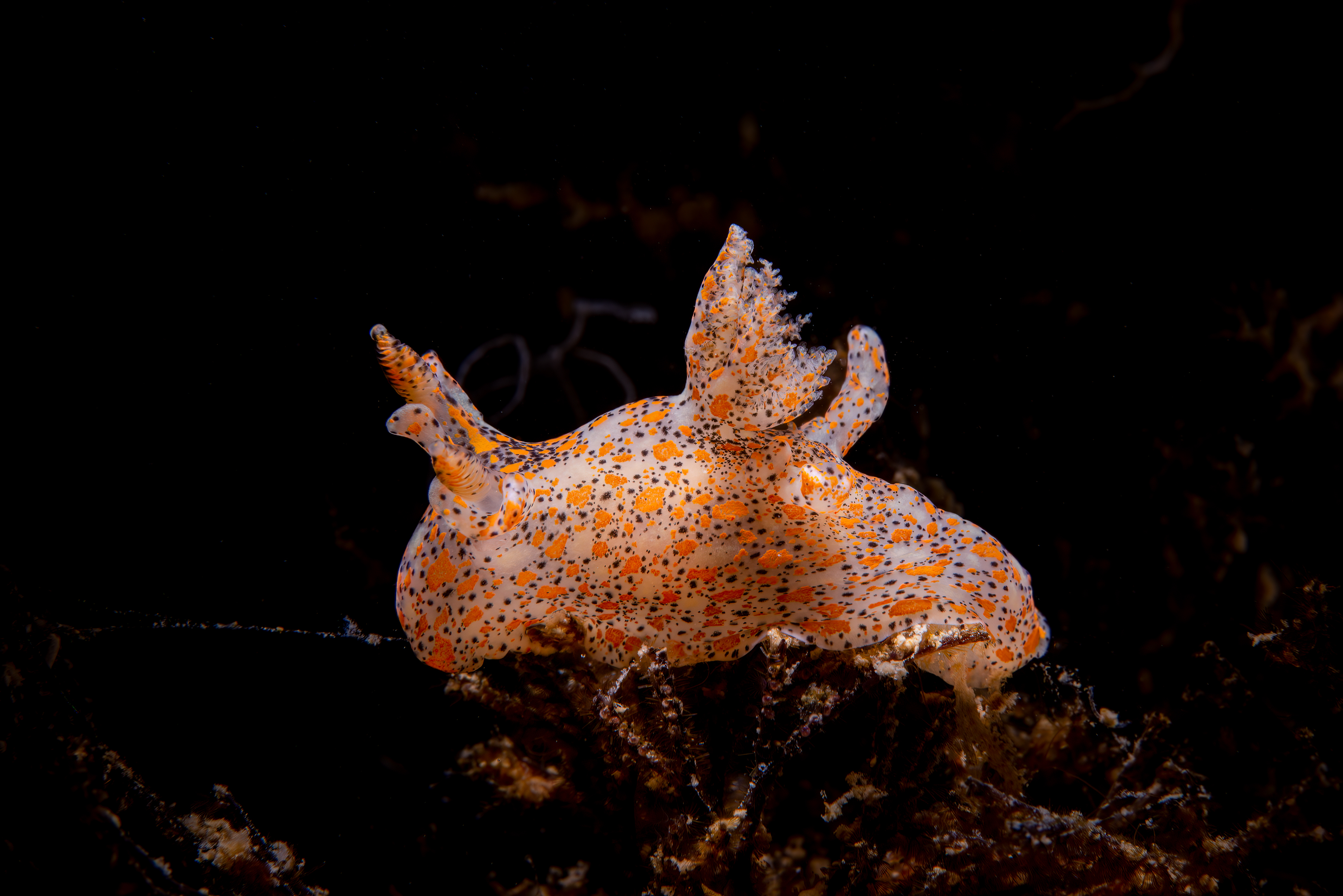
Thecacera Pennigera auprès de l'ile Mare Piccolo au large de Tarente en Italie.

T. pennigera mesure généralement entre 15 et 30 mm. Le corps est blanc translucide et constellé de petits points jaunes, bleus et noirs ; les taches orangées sont légèrement plus grandes que les autres mais les points noirs sont plus nombreux,. Les spécimens de l'Atlantique ont une coloration légèrement différente de ceux du Pacifique : les points de couleur sont d'une taille sensiblement inférieure. Le corps est plus large sur la partie antérieure que postérieure et se termine par un pied long et étroit ; une membrane comparable à une quille de navire est disposée latéralement et de chaque côté du pied. La tête est relativement aplatie et large ; la paire de rhinophores est située sur le dessus de la tête, chacun d'entre eux s'élève depuis un fourreau qui ne les enserre pas complètement. Les rhinophores sont lamellés et de la même couleur que le reste du corps. L'absence de tentacules oraux et de digitations sur le voile oral se fait remarquer,. Sur le dos, la touffe branchiale en forme de fer à cheval est composée de trois à cinq « feuilles distinctes ». La papille anale est placée au centre. Deux digitations à l'apex blanc opaque sont situées juste derrière cette touffe : elles pourraient avoir un rôle défensif,,.
Le Thécacère emplumé peut présenter de légers risques de confusions avec d'autres espèces à l'apparence similaire. Il se distingue de Polycera quadrilineata par une taille plus petite, par l'absence de tentacules oraux et par la présence systématique de points noirs quand ceux-ci sont exceptionnels chez P. quadrilineata. Polycera hummi a une coloration approchante mais la distinction est facile en comparant les fourreaux des rhinophores.

## Écologie

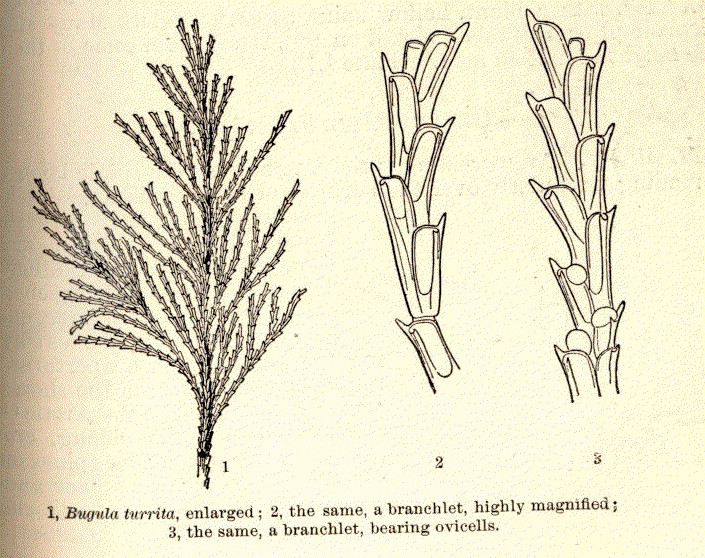
Les espèces du genre Bugula, ici B. turrita, sont les proies habituelles du nudibranche, mais aussi le substrat sur lequel est déposé la ponte.

T. pennigera est une espèce nocturne. Bien que répartie sur un immense espace, les populations sont difficiles à observer à cause de la faible densité et du camouflage entrainé par leur coloration ; les observations sont facilitées quand la nourriture est présente en abondance. Ce prédateur est un carnivore spécialisé qui se nourrit de bryozoaires principalement issus du genre Bugula,. L'espèce B. plumosa est l'une des proies les plus courantes, notamment dans l'océan Atlantique. Selon certaines observations, ce nudibranche se nourrit exceptionnellement d'algues. La présence d'hydrozoaires, d'éponges et de tuniciers à proximité est récurrente.
Comme les autres nudibranches, cette espèce est hermaphrodite : la couleur de la ponte (ou « oothèque ») est comprise entre le fauve et le blanc. Elle prend la forme d'un ruban en spirale composé de milliers d'œufs minuscules. La ponte est déposée sur un substrat arborescent : il s'agit le plus souvent des bryozoaires dont le nudibranche se nourrit. La ponte sert souvent d'indicateur à la présence du nudibranche,.
Les prédateurs de T. pennigera ne sont pas connus mais il est possible qu'il en existe.

## Publication originale
- (en) George Montagu, « Descriptions of several new or rare Animals, principally marine, discovered on the South Coast of Devonshire », Transactions of the Linnean Society of London, vol. 11, no 1,‎ mai 1813, p. 1–26 (ISSN 1945-9432, 1945-9335 et 1945-9432, DOI 10.1111/J.1096-3642.1813.TB00035.X, lire en ligne).